# Sinularia terspilli
Sinularia terspilli is een zachte koraalsoort uit de familie Alcyoniidae. De koraalsoort komt uit het geslacht Sinularia. Sinularia terspilli werd in 1971 voor het eerst wetenschappelijk beschreven door Verseveldt. 